# Willard Van Orman Quine
Willard Van Orman Quine (/kwaɪn/, ameriški filozof in logik, * 25. junij 1908, Akron, Ohio, ZDA, † 25. december 2000, Boston, Massachusetts, ZDA. 
Uvrščamo med najvplivnejše filozofe druge polovice dvajsetega stoletja. Deloval je na področjih matematične logike, teorije množic, filozofije jezika in filozofije logike. Leta 1956 je na Univerzi Harvard zasedel stolico filozofa Edgarja Pierceja in jo obdržal do svoje upokojitve 1978, nato pa kot zaslužni profesor do svoje smrti leta 2000. Leta 1993 je osvojil prvo nagrado Schock Prize na področju logike in filozofije, leta 1996 pa Kyotsko nagrado umetnosti in znanosti, ko je predlagal številne teorije na podlagi širšega vpogleda v logiko, epistemologijo, filozofijo znanosti in filozofijo jezikov. 
Kljub temu, da se je ukvarjal s tradicijo analitične filozofije, je bil hkrati glavni zagovornik ideje, da filozofija ni pojmovna analiza, temveč abstraktna veja empirične znanosti.

## Življenje
Quine je bil rojen 25 junija 1908 v Akronu, Ohio, ZDA. Njegov oče Cloyd Robert Quine je bil inženir in industrijski podjetnik, njegova mama Harriet Van Orman pa je z univerzitetno izobrazbo učila na lokalni šoli. Imel je tudi starejšega brata Robert Cloyd Quinea.
Že zgodaj se je navdušil za filozofijo. Od leta 1926–1930 se je izobraževal na Kolidžu Oberlin v Ohiu in diplomiral iz matematike. Dobil je štipendijo na Harvardski univerzi, s čimer je pričel s 70 letnim sodelovanjem s to univerzo. Po dveh letih je zagovarjal doktorat iz filozofije. Nadaljevanje študija in začetek profesure je odložil za nadaljnja štiri leta. 
Leta 1932 se je prvič poročil z Naomi Clayton. S štipendijo za podiplomski študij je od 1932 do 1933 potoval po Evropi, kjer je spoznal Alfreda Tarskega, Kurta Gödela in druge člane Dunajskega kroga ter logičnega pozitivista A.J. Ayerja. 
V tridesetih letih devetnajstega stoletja je svoje ideje razvil v mnogih člankih. V večini so bili na temo teorije množic in logike, tako kot tudi njegova prva knjiga Logični sistemi (A System Of Logistics) leta 1933. Leta 1936 je postal asistent filozofije na Harvardu in nato leta 1941 izredni profesor. 
Med drugo svetovno vojno je Quine predaval logiko v Braziliji, na Portugalskem, poleg tega pa služil pomorski vojski ZDA, kjer je imel vojaško obveščevalno vlogo. Pomagal je dešifrirati sporočila nemških podmornic in si prislužil naziv poročnika.
Po koncu vojne se je leta 1947 ločil s prvo ženo, s katero je imel dve hčeri, leto pozneje pa se je ponovno poročil in sicer z Marjorie Boynton, s katero je imel še dva otroka. Istega leta je bil povišan v rednega profesorja na Harvardu. 
Prvič je zaslovel s svojim delom Dogmi empirizma (Two Dogmas of Empiricism, 1951), ki je med filozofi sprožilo velik val navdušenja. V delu se je usmeril v razlikovanje med analitično in sintetično prepozicijo in zagovarjal obliko semantičnega holizma. Med ene njegovih najbolj znanih del spada tudi Beseda in predmet (Word and Object, 1960), v katerem je prvič predstavil svojo tezo o nedoločnosti prevajanja. Prav tako je razvil vplivno naturalizirano epistemologijo, katere namen je priskrbeti “izboljšano znanstveno razlago o tem, kako smo razvili zapletene znanstvene teorije na podlagi bornega čutilnega zaznavanja.” Quine je pregledoval in pojasnjeval takšne in podobne teze v več kot 20 knjigah in številnih člankih.
Na področju filozofije matematike je sodeloval s Hilaryem Putnamom iz Harvarda, s katerim je razvil Quine–Putnamovo tezo nepogrešljivosti (Quine–Putnam indispensability thesis).
Z izdajanjem in pregledovanjem del, med katerimi je tudi znano delo Beseda in predmet (Word and Object) (1960), je nadaljeval do svoje smrti. V akademskih letih od 1964 do 1965 je bil član fakultete v Centru za napredne študije na Univerzi Wesleyan. Leta 1980 je prejel častni doktorat švedske družboslovne fakultete Univerze Uppsala.
Po upokojitvi leta 1978 je kot zaslužni profesor napisal še precej del. Umrl je 25. Decembra v Bostonu, Massachusetts, star 92 let.

## Beseda in predmet
Delo Beseda in predmet je izšlo leta 1960. V njem Quine razpravlja o pomenu in lingvističnih mehanizmih objektivne reference, hkrati pa s tem razmišlja o nedoločnosti prevajanja. V ospredje postavi anomalije in konflikte povezane z našim jezikovnim referenčnim aparatom, poleg tega pa pojasni semantične probleme in zbere razloge za pritrditev ali zavrnitev vsake od raznolikih kategorij predpostavljenih predmetov. 

## Potrditveni holizem in ontološka relativnost
Glavna teza, ki podpira nedoločnost prevajanja in ostale razširitve Quineovih del, so ontološka relativnost in sorodna doktrina potrditveni holizem. Predpostavka potrditvenega holizma je, da so vse teorije in vse predpostavke, ki izhajajo iz njih, določene z empiričnimi podatki. Kljub temu, da so nekatere teorije nedokazljive, ali se ne skladajo s podatki, obstaja veliko enako dokazljivih alternativ. Menil je, da je za katerokoli zbirko empirične evidence vedno veliko teorij, ki jo podpirajo. Znanstvene misli naj bi sestavljale koherentno mrežo, v kateri bi bil lahko katerikoli del spremenjen v luči empirične evidence in v kateri nobena empirična evidenca ne bi mogla prisiliti popravljanje danega dela. Quinova dela s tega področja so pripeljala do širokega sprejetja instrumentalizma in filozofije znanosti.

## Analitično-sintetična distinkcija
Quine je znan po zavrnitvi analitično-sintetične distinkcije. Tehnično gledano je to razlikovanje med resničnostjo stavka glede na pomen terminov (na primer »Samski moški je neporočen.«) in resničnostjo glede na svet kot je (na primer "Ta samski moški ima oblečen siv telovnik.") . Čeprav je teza sporna, je bila analitičnost popularna razlaga, predvsem med empiristi. V nekaterih kontekstih so bili izrazi "analitična resnica", "nujna resnica", "privzeta resnica", "aprorna resnica"  uporabljeni zamenljivo, analitično-sintetična distinkcija pa je bila uporabljena kot ekvivalent distinkcije med nujno in kontingentno resnico in med "nujno resnico" in "empirično resnico". Empirična resnica je lahko znana le z empirično verifikacijo.
Quine se je ukvarjal z analitično-sintetično distinkcijo več let, prvič pa je javno objavil svoja razmišljanja o tem leta 1950  v Dve dogmi empirizma na srečanju Ameriškega filozofskega združenja.

## Dela:

### Izbrana dela:
- 1934 A System of Logistic.

- 1951 Mathematical Logic.

- 1953 From a Logical Point of View.

- 1960 Word and Object.

- 1969 Ontological Relativity and Other Essays.

- 1969 Set Theory and Its Logic.

- 1974 The Roots of Reference.

- 1976 The Ways of Paradox.

- 1981 Theories and Things.

- 1987 Quiddities: An Intermittently Philosophical Dictionary.

- 1990 Pursuit of Truth.

- 1995 From Stimulus to Science.

### Pomembnejši članki
- 1946, Concatenation as a basis for arithmetic.

- 1948, On What There Is.

- 1951, Two Dogmas of Empiricism.

### V slovenski jezik prevedena dela
- 2001 Dve dogmi empirizma (članek)

- 2001 O tem, kar obstaja (članek)

### Dela drugih avtorjev o Willard Van Orman Quineu (v slovenščini)
- Danilo Šuster, 1990. Kaj je Gavagai? : zapis z majskega filozofskega simpozija v San Marinu(članek - sestavni del).

- Valter Motaln, 2001. Quine o eksistenci in kvantifikaciji(članek).

- Gašper Štrukelj, 2014. Quinova kritika modalnih pojmov (diplomsko delo).